# Hydnocystis
Hydnocystis — рід грибів родини Pyronemataceae. Назва вперше опублікована 1845 року.